# Unità di analisi del crimine violento
L'UACV è l'Unità di analisi del crimine violento del Servizio di polizia scientifica della Direzione centrale anticrimine della Polizia di Stato.

## Storia
Nata nel 1994 su idea del funzionario Gianni De Gennaro, ai tempi direttore della Direzione centrale della polizia criminale, l'unità ha il compito di supportare le strutture investigative e l'autorità giudiziaria nel caso di omicidi particolarmente efferati e/o commessi dai cosiddetti serial killer. In particolare, l'unità procede all'analisi delle informazioni ricavate dall'esame della scena del crimine, correlandole con le risultanze investigative e con gli accertamenti tecnico-scientifici al fine di pervenire ad una ricostruzione della dinamica dell'evento criminoso.
È organizzata in tre settori:
1. Investigazione sulla scena del crimine che comprende l'esame ed analisi della scena del crimine, ESC, e gli esperti in raccolta delle tracce, ERT;
2. Analisi criminale e intelligence che comprende la ricostruzione tridimensionale della dinamica dell'evento criminale, RitriDEC, e l'analisi criminologica vera e propria, con l'impiego del SASC, il Sistema per l'Analisi della Scena del Crimine;
3. Ricerca, sviluppo e progetti speciali che comprende lo sviluppo di sistemi informativi esperti dedicati all'analisi criminale e i progetti di ricerca con le principali Università italiane, in particolare con l'Università degli Studi dell'Aquila dove l'UACV ha contribuito all'istituzione e all'organizzazione del corso di laurea specialistica in psicologia applicata all'analisi criminale, in grado di formare esperti nel campo della profilazione criminale.

L'U.A.C.V. si avvale, tra l'altro, di un sistema informativo di tipo relazionale, denominato S.A.S.C. (Sistema di Analisi della Scena del Crimine), di raccolta dei dati acquisiti nel corso dei sopralluoghi, effettuati dal personale specializzato in servizio presso gli uffici territoriali e riguardanti casi di crimini riconducibili ad un unico autore.
Oltre al S.A.S.C. l'Unità dispone del sistema RI.TRI.D.E.C. di ricostruzione tridimensionale della dinamica dell'evento criminale.
Il primo direttore è stato Carlo Bui. Attualmente è diretta dal VQA della Polizia di Stato, dott.ssa Anna Maria Di Giulio.

## Carriera

### Solo per via interna
Per entrare a fare parte dell'UACV, unità interna al servizio di polizia scientifica, è necessario essere già membri della Polizia di Stato e, di conseguenza, per poterne fare parte, occorre aver superato uno dei concorsi pubblici che periodicamente vengono banditi per quei profili professionali della Polizia di Stato che trovano utile impiego presso l'UACV.
Quindi, dopo essere entrati in polizia, e dopo un periodo di esperienza sul campo di almeno due anni, frequentare un corso di formazione di base in polizia scientifica della durata di 5 mesi con circa 900 ore di lezioni sul sopralluogo.
Le qualifiche, fra quelle dei ruoli tecnici che trovano impiego nella polizia scientifica e quindi nello UACV sono:
1. dirigenti e direttori tecnici (chimici, biologi, fisici, informatici, ingegneri, medici, psicologi)

2. periti tecnici

3. operatori tecnici
Per quanto riguarda, invece, il ruolo ordinario vengono impiegati:
4. agenti, assistenti, sovrintendenti ed ispettori che abbiano conseguito la specializzazione come dattiloscopista o come
videofotosegnalatore che abbiano almeno due anni di anzianità di servizio in Polizia,

5. commissari, vice questori aggiunti e dirigenti, con esperienza di polizia scientifica.

## Filmografia
- UACV - Unità Analisi Crimine Violento
- La stagione dei delitti